# Марло, Эд
Эдвард Стэфан Малковски (англ. Edward Stephen Malkowski), наиболее известен как Эд Ма̀рло (англ. Ed Marlo; 10 октября 1903, Чикаго, США — 7 ноября 1991) — американский фокусник, специализировался на карточной магии. Он называл себя и других из своей области как ка̀рдиан (англ. cardician).

## Карьера
Будучи одним из самых известных имен в карточной магии, Эд Марло придумал и ввел термин англ. cardician (гибрид слов card + magician), который с тех пор используется для фокусников, которые практикуют исключительно карточную магию (по-русски примерно соответствует термину «картист» («карта» + «артист»). Его первая публикация в 1938 году — Pasteboard Presto — лишь давала намек на основную часть работы, которая должна была последовать в будущем.
Многие созданные им трюки в корне изменили карточную магию. Одним из примечательных примеров является его снэп-смена, используемая в Уличной магии Дэвида Блейна. Многие из его учеников нашли успех как создатели и исполнители магии, такие как Билл Мэлоун, Алан Акермен, Симон Аронсон, Стив Драун.
Марло написал более шестидесяти книг и внёс более 2000 трюков в область карточной магии. Он не ограничивался картами и создал множество трюков с монетами и игральными костями. Его наиболее известные работы — «Кардиан и революционная карточная техника», последняя из которых была изначально опубликована в виде серии, но позже объединена в один большой том.
Он также написал серию частных рукописей, которые были распространены только среди лучших карточных магов той эпохи. Названия включают Рифл Шафл (англ. Riffle Shuffle), Фальшивый Шафл (англ. False Shuffle), Чудеса Контролируемого Фаро (англ. Faro Controlled Miracles) и другие. Они чрезвычайно редки и пользуются большим спросом.
Эдвард Марло также является автором ряда журналов под названием «Журналы Марло». Эти журналы больше похожи на книги, поскольку каждая из них содержит более двухсот страниц. Они чрезвычайно редкие и дорогостоящие, особенно когда их выставляют на продажу.
Эдвард Марло был и остается спорной фигурой, которую часто обвиняют в публикации материалов, принадлежащих другим, включая ATFUS и The Depth Illusion.
Гарри Лорейн в интервью журналу Magic Newswire 29 июля 2008 года заявил, что он выявил «моральный кодекс» Марло: если он сам разобрался в процессе, то считал правильным опубликовать его. Но если кто-то сказал ему, как это делается, он не стал бы публиковать эту версию.
Эдвард Марло читал лекции и выступал крайне редко и только несколько раз за пределами Чикаго.
По профессии Эдвард Марло был машинистом. Он внёс модификации и конфигурации в машинном цехе так, чтобы они могли выполнять восьми часовую работу менее чем за час. Эд утаил эту информацию, и его работодатель думал, что работа в конце каждого рабочего дня была равна восьми часам, а на самом деле она занимала всего один час. Остальные семь часов каждый день Эд Марло занимался со своими картами.
Его любимой картой была семерка бубен. Его жена всегда следила за тем, чтобы в куртке было определённое количество семерок бубен.